# アリレザ・フィルージャ
アリレザ・フィルージャ（Alireza Firouzja, 2003年6月18日 - ）は、イラン出身のフランス人チェスプレーヤーで、グランドマスター。

## 来歴
イランのマーザンダラーン州バーボルに生まれ、8歳の時にチェスを始めた。
2016年、12歳でイランチェス選手権を優勝。2018年にグランドマスターになった。
2019年4月の大会で、イスラエル選手と対戦予定だったフィルージャは、イランの対イスラエルボイコットにより大会を途中棄権することになった。同年12月の早指しチェスの世界選手権においても、イランは自国選手がイスラエル選手と対戦することを禁止し大会辞退させる姿勢を示した。これを機に、フィルージャはイランチェス連盟を脱退し、国際チェス連盟所属として大会出場することになった。
2021年7月にフランス国籍を取得。同年12月、史上最年少となる18歳5カ月でレーティング2800以上を記録（マグヌス・カールセンの記録を5ヶ月更新）し、世界ランク2位に浮上した。
2023年世界チェス選手権の挑戦者決定戦（Candidates Tournament 2022）へ出場予定。